# Stenothoe marina
Stenothoe marina är en kräftdjursart som beskrevs av Charles Spence Bate 1857. Stenothoe marina ingår i släktet Stenothoe och familjen Stenothoidae. Arten är reproducerande i Sverige. Inga underarter finns listade i Catalogue of Life.